# Ingvar Ambjørnsen
Ingvar Even Ambjørnsen-Haefs, né le 20 mai 1956 à Tønsberg et mort le 19 juillet 2025, est un écrivain norvégien. Il est surtout connu pour sa tétralogie Elling : Utsikt til paradiset (1993), Fugledansen (1995), Brødre i blodet (1996) et Elsk meg i morgen (1999). Prix Brage 1995.

## Biographie

### Enfance
Ingvar Ambjørnsen naît à Tønsberg en 1956. Il grandit à Larvik, une petite ville paisible d’après-guerre, mais où il ne s’est jamais senti tout à fait « chez lui ». Il raconte avoir grandi « en observateur », souvent en marge, ce qui a nourri sa sensibilité aux outsiders et aux exclus de la société. Le milieu qu’il décrit mélange une apparence idyllique avec des réalités plus sombres : un petit groupe de jeunes marginalisés, des tensions sociales, et un contact précoce avec la culture orale à travers des figures de la petite criminalité locale. Ce vécu influence fortement la caractérisation de ses héros et ses sujets littéraires.